# 五官争功
《五官争功》是马季创作的相声。这个相声于1987年于中国中央电视台春节联欢晚会上亮相，由马季、赵炎、王金宝、冯巩、刘伟共5人表演。

## 内容
《五官争功》说的是马季在获得笑星之首后，在梦中自己的五官都动起来争夺荣誉。五官都认为，是自己使得马季成为笑星之首。此外，马季还撰写了续篇《五官争谦》。